# Dolly, Dolly, Dolly
Dolly, Dolly, Dolly fue el vigesimosegundo álbum de estudio que publicó Dolly Parton en el año 1980. Éste fue uno de los tantos álbumes en el que Parton combinó el country y el pop, aunque dos de sus singles pertenecían a la música disco; estos eran "Starting Over Again" (escrito por Donna Summer) y "Old Flames Can't Hold a Candle to You". Los críticos no fueron nada benévolos, de modo tal que muchos de ellos lo consideran uno de los peores que ha publicado en toda su carrera.

## Canciones
1. "Starting Over Again"
2. "Same Old Fool"
3. "Old Flames Can't Hold a Candle to You"
4. "Sweet Agony"
5. "Say Goodnight"
6. "Fool For Your Love"
7. "Even a Fool Would Let Go"
8. "You're the Only One I Ever Needed"
9. "I Knew You When"
10. "Packin' It Up"